# Sakrisvattnet
Sakrisvattnet är en sjö i Strömsunds kommun i Jämtland och ingår i Ångermanälvens huvudavrinningsområde. Sjön har en area på 0,477 kvadratkilometer och ligger 393 meter över havet.

## Delavrinningsområde
Sakrisvattnet ingår i det delavrinningsområde (713518-146714) som SMHI kallar för Mynnar i Gärdsjön. Medelhöjden är 341 meter över havet och ytan är 63,52 kvadratkilometer. Räknas de 113 avrinningsområdena uppströms in blir den ackumulerade arean 440,34 kvadratkilometer. Storån (Risedeån) som avvattnar avrinningsområdet har biflödesordning 3, vilket innebär att vattnet flödar genom totalt 3 vattendrag innan det når havet efter 249 kilometer. Avrinningsområdet består mestadels av skog (65 procent). Avrinningsområdet har 13,86 kvadratkilometer vattenytor vilket ger det en sjöprocent på 21,8 procent.